# Orio Palmer
Orio Joseph Palmer (Bronx, 2 de marzo de 1956 - Manhattan, 11 de septiembre de 2001) fue un jefe de batallón del Departamento de Bomberos de la Ciudad de Nueva York que murió mientras rescataba a civiles atrapados en el World Trade Center el 11 de septiembre de 2001.
Palmer era el jefe del batallón de bomberos que alcanzó la planta 78 de la torre sur del World Trade Center, la planta donde el Vuelo 175 de United Airlines se había estrellado.
De acuerdo al informe de la Comisión del 11-S, las grabaciones de audio y vídeo de Orio Palmer han jugado un papel importante en el análisis de los problemas de comunicación por radio durante los atentados del 11-S.

## Vida personal
Palmer se graduó en el Cardinal Spellman High School en el Bronx (Nueva York), en 1974. Estudió un grado en tecnología eléctrica.
De acuerdo a John Norman, Palmer estaba en muy buena forma y corría carreras de maratón. El historiador Peter Charles Hoffer escribió que Palmer estaba en excelentes condiciones.

## Carrera
El reportero Michael Daly escribió: El bombero de 45 años, Palmer, era una de las estrellas emergentes del departamento, conocido por su inteligencia, nervios y buenas costumbres, así como por su estado físico. Estaba casado con Debbie Palmer y tenía tres hijos: Dana, Keith y Alyssa. Palmer terminó completa la maratón de Nueva York, así como una docena de medias maratones y un par de triatlones. Orio también fue el primer miembro del Departamento de Bomberos de la Ciudad de Nueva York en ser galardonado con el premio de aptitud física del departamento en cinco ocasiones.
Era considerado como uno de los bomberos con más conocimiento del departamento acerca de la comunicación por radio en los incendios a gran altura, y fue autor de un artículo para la capacitación para el departamento sobre el uso de repetidores para aumentar la recepción de radio durante las emergencias. Palmer también escribió artículos en varias revistas de bomberos distribuidas a nivel nacional, así como en el boletín interno del Departamento de Bomberos de la Ciudad de Nueva York. También daba clases a los miembros del Departamento de Bomberos de la Ciudad de Nueva York por la noche mientras trabajaba para obtener una licenciatura en ingeniería de bomberos en la universidad John Jay.

## Atentados del 11 de septiembre de 2001

### Vestíbulo de la torre norte
Un vídeo en el que aparecía Palmer junto con otros bomberos fue utilizado en el documental de la CBS, 9/11, y después en la película de HBO, In Memoriam: New York City, 9/11/01.
El vídeo fue grabado por los documentalistas franceses, Jules y Gedeon Naudet en la torre norte. Muestra a Palmer consultar con el jefe adjunto Peter Hayden y el subjefe Donald Burns en la torre norte. La torre sur acababa de ser atacada. Los hombres discutían como responder a las situaciones de emergencia en las dos torres y a los problemas de comunicación a los que se enfrentaban. El ruido de un cuerpo estrellándose contra el pavimento reverbera. Según Michael Daly: Palmer se puso firme y tranquilo, se colocó una bolsa de aire a la espalda, una linterna roja atada con cinta negra elástica en su casco blanco y una radio en la mano izquierda. Su rostro mostró la disposición de hacer lo que fuera necesario. Los hombres decidieron que Burns y Palmer procedieran a actuar en la torre sur.

### Ascenso en la torre sur

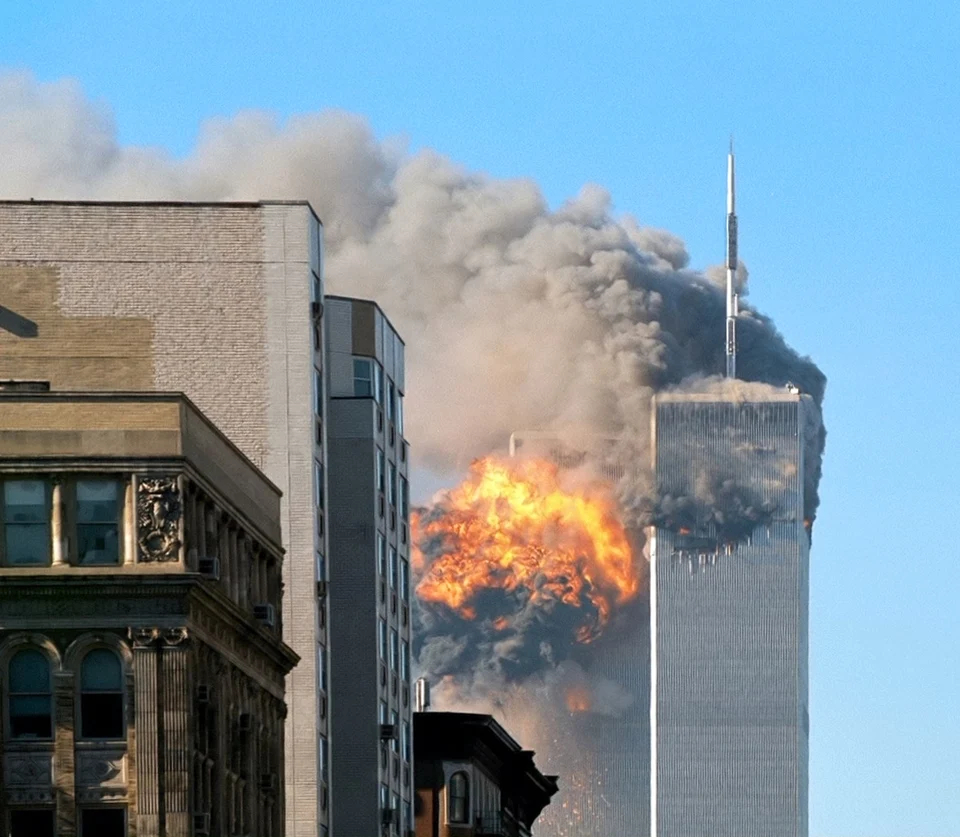
El vuelo 175 de United Airlines estrellándose en la planta 78 de la torre sur.

Después de llegar a la torre sur, Palmer cogió un ascensor y se dirigió al vestíbulo de la planta 41. Una vez allí, recorrió 37 tramos de escaleras para llegar a la zona del impacto del avión en la planta 78. Orio se reunió allí con el bombero Ronald Paul Bucca; ellos fueron los dos únicos bomberos que consiguieron llegar a la zona del impacto en la torre sur y los dos únicos bomberos que alcanzaron la zona del impacto en el World Trade Center. Desde allí informaron por radio que había varios fallecidos. Orio también ayudó a guiar a los supervivientes atrapados a salir del edificio, transmitió la información esencial por radio a los bomberos que se encontraban en el vestíbulo como estrategia para combatir las llamas y evacuar a los supervivientes, y trajo consuelos a las personas heridas y atrapadas en la planta 78 asegurándoles que la ayuda estaba en camino.

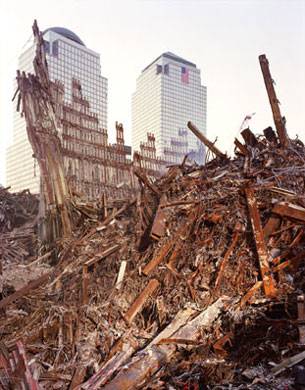
Restos de la torre sur en la zona cero.

Cuando fue dada a conocer una grabación de audio de comunicación con los bomberos, se reveló que los bomberos no anticiparon el derrumbe del edificio. Palmer dio una orden a uno de sus subordinados segundos antes de que se derrumbara el edificio. Peter Charles Hoffer describió la profesionalidad de Palmer en sus últimos momentos de vida: Escuché a Palmer y a su compañero en la grabación de audio, se puede escuchar el nerviosismo de unos hombres que trabajan con una gran eficiencia, pero nunca noté ningún indicio de que el tiempo se acabara para ellos.
Las transcripciones de la última grabación de Palmer fueron reveladas al público en 2002. Las grabaciones de audio se hicieron públicas en 2005, como resultado de una demanda presentada por The New York Times y las familias de algunos bomberos fallecidos durante los atentados del 11 de septiembre. Monica Gabrielle, de la campaña sobre seguridad de rascacielos, comentó sobre las cintas: Hoy estamos a un paso más de conocer lo que sucedió realmente en Nueva York el 11-s, en qué sobresalimos, en qué fallamos.
De acuerdo con el periódico The Times de Londres: El jefe Palmer llegó a la zona del impacto en la planta 78 de la torre sur antes de que se derrumbara. Una vez allí, el jefe de batallón informó de numerosos códigos uno, es decir, de personas fallecidas.
Cuando nuevas grabaciones fueron dadas a conocer en 2006, el cuñado de Palmer, el bombero Jim McCaffrey, dijo: Fue emocionante escuchar las grabaciones con mi esposa y mi cuñada. Se le puede escuchar a él momentos antes del derrumbe del edificio, relatando las cosas que vio en la planta 78. Antes de escucharlas, ni siquiera sabíamos que llegó más alto de la planta 40.

### Papel en la investigación del 11-S

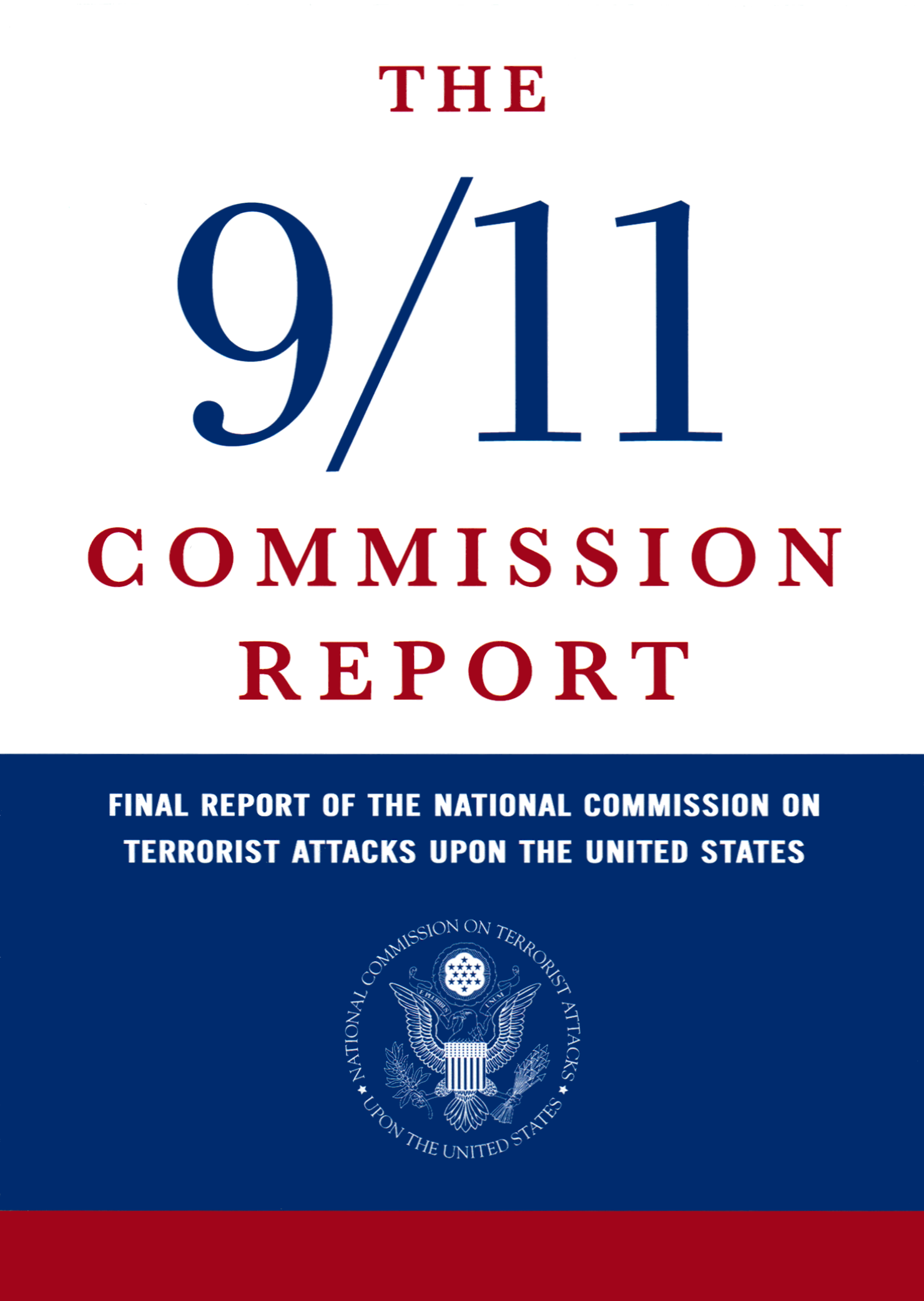
La portada del libro del informe de la Comisión del 11-S.

En 2004, la comisión de investigación del 11-S, se basó en las conversaciones en el vestíbulo de la torre norte entre Palmer, Peter Hayden y Donald Burns en el documental realizado por los hermanos Naudet, para entender lo que no funcionó en las conversaciones del departamento de bomberos en esos momentos críticos. El informe indicó que: De particular preocupación para los jefes de bomberos era la capacidad de comunicación. Uno de los jefes de bomberos recomendó probar el aparato de comunicación por radio para comprobar que funcionara. Peter Hayden, que sobrevivió, más tarde testificó: La gente que estaba viendo la televisión tenía más información de lo que estaba sucediendo cien pisos por encima de nosotros, que nosotros mismos en el vestíbulo.
La comisión de investigación del 11-S analizó cuidadosamente las comunicaciones por radio del Departamento de Bomberos de la Ciudad de Nueva York ese día e informó de que el capitán Palmer pudo mantener comunicaciones por radio con el jefe de bomberos que se encontraba en el vestíbulo de la torre sur durante los primeros quince minutos de ascenso. Un mensaje de un funcionario del World Trade Center informándole de que el impacto había sido en la planta 78 fue transmitido a Palmer y decidió llevar a su equipo hasta esa planta. A partir de las 9:21 de la mañana, Palmer no era ya capaz de comunicarse por radio con el puesto de mando en el vestíbulo de la torre sur, pero sus comunicaciones fueron posteriormente registradas y analizadas. Llegó al vestíbulo de la planta 78, y su equipo y él fueron capaces de liberar a un grupo de civiles atrapados en un ascensor a las 9:58 de la mañana. Palmer dijo por radio que el área estaba abierta a la planta 79 y además informó de que había numerosas víctimas civiles en la zona. Un minuto más tarde, a las 9:59 de la mañana, la torre sur se derrumbó matando a todos los civiles que se encontraban en su interior.
Michael Daly concluyó que Palmer fue un jefe de bomberos valiente y poco común, gran conocedor de los sistemas de comunicación por radio y que pereció a pesar de las dos llamadas de advertencia realizadas por dos personas 30 plantas debajo de él.
Aunque todos perdieron su vida, Palmer y su equipo jugaron un papel esencial para garantizar la calma en los huecos de escaleras, para asistir a los heridos y guiar a los evacuados en las plantas inferiores.

## Legado

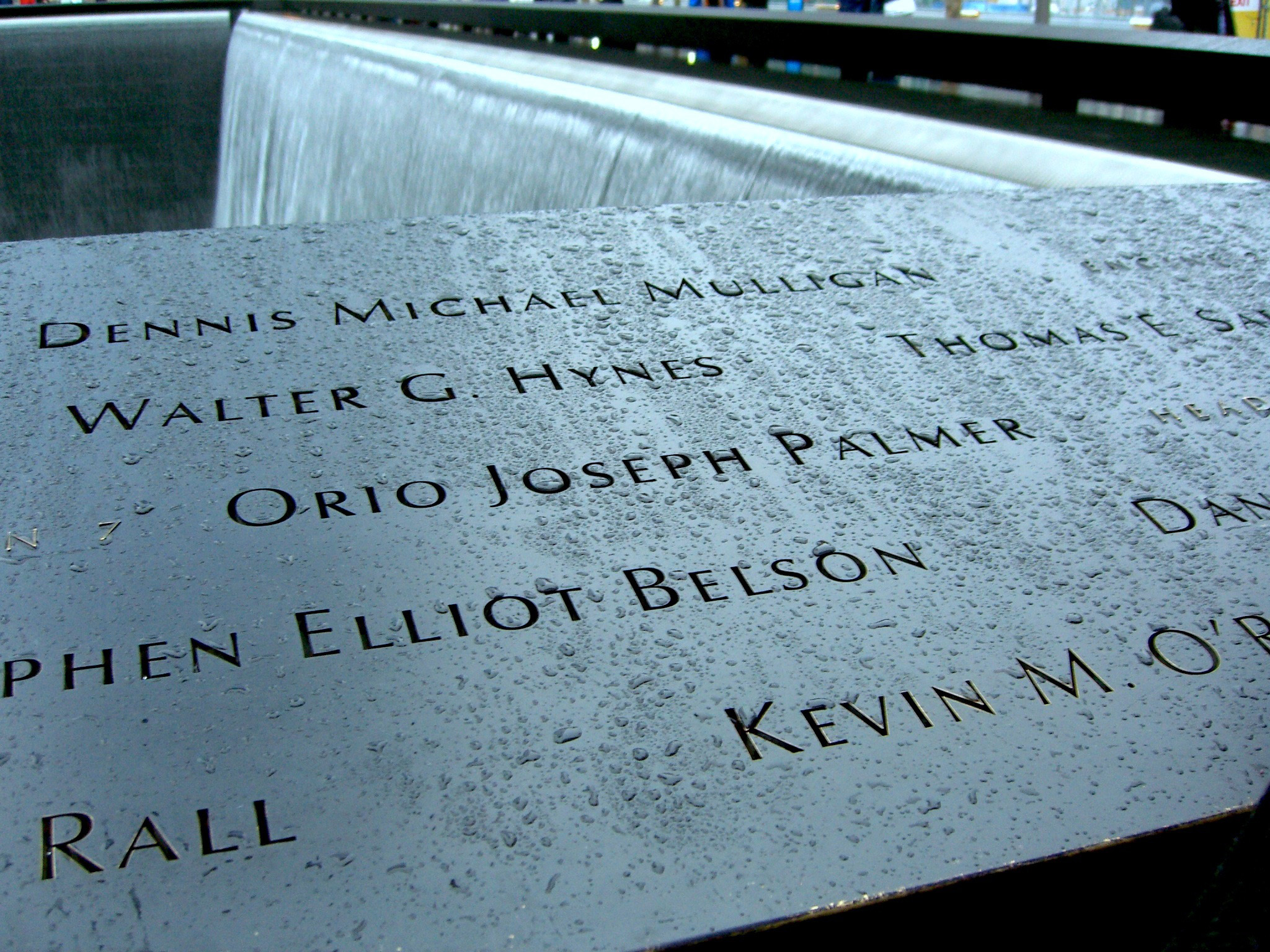
El nombre de Palmer en el National September 11 Memorial & Museum.

Después de su muerte, el premio de aptitud física del Departamento de Bomberos de la Ciudad de Nueva York fue renombrado como premio memorial Orio Palmer, en su memoria tras su muerte durante los atentados del 11 de septiembre de 2001.
En el National September 11 Memorial & Museum, Palmer está memorializado en la piscina sur, en el panel S-17.
Durante la madrugada del 10 de mayo de 2014, los restos de 1115 víctimas no identificadas fueron trasladados desde el instituto anátomico forense de la ciudad a la zona cero, donde serían colocados en un lecho de roca 70 metros bajo tierra, como parte de un acto de inauguración del museo del 11-S. Las reacciones a esta acción fueron variadas por parte de familiares de las víctimas del 11-S, algunas de ellas aprobaban la decisión, mientras que otras la desaprobaban. Entre los que la desaprobaban se encontraba el cuñado de Orio Palmer, el teniente de bomberos James McCaffrey, que exigió una tumba a nivel del suelo como un lugar más digno. McCaffrey dijo que la decisión de enterrar los restos humanos de personas fallecidas durante los atentados del 11-S en ese sótano era ofensivo y exigió que los restos fueran enterrados en una tumba a nivel del suelo, al mismo nivel en el que se encuentran los árboles y piscinas del memorial, añadió además que el traslado de los restos se realizó de madrugada debido a la oposición a esta decisión.